# نیروی هوایی مغولستان
نیروی هوایی مغولستان (انگلیسی: Mongolian Air Force) نیروی هوایی زیرمجموعه نیروهای مسلح مغولستان است، که فعالیت خود را از سال ۱۹۲۵ آغاز کرد.

## تاریخچه
تأسیس و سال‌های نخستین (۱۹۲۵–۱۹۴۵)
نیروی هوایی مغولستان در سال ۱۹۲۵ با کمک اتحاد جماهیر شوروی تأسیس شد. در ابتدا، این نیرو متشکل از چند هواپیمای سبک و کهنه بود که عمدتاً برای نظارت مرزی و ارتباطات استفاده می‌شد. در دهه ۱۹۳۰، با گسترش همکاری‌های نظامی بین مغولستان و شوروی، این نیرو تجهیزات بهتری دریافت کرد، از جمله هواپیماهای پولیکارپوف Po-2 و تیپولف TB-3.
در جریان نبرد خالخین گل، نیروی هوایی مغولستان به همراه نیروی هوایی شوروی در مقابله با نیروهای ژاپنی شرکت کرد. این نبرد نقطه عطفی در تاریخ این نیرو محسوب می‌شد، چرا که برای اولین بار در عملیات نظامی گسترده حضور یافت.
دوران جنگ سرد (۱۹۴۵–۱۹۹۰)
پس از جنگ جهانی دوم، نیروی هوایی مغولستان تحت حمایت کامل شوروی قرار گرفت و به تدریج مدرنیزه شد. در دهه ۱۹۵۰ و ۱۹۶۰، هواپیماهای جت مانند میگ-۱۵ و میگ-۱۷ وارد خدمت شدند. در این دوران، خلبانان مغول برای آموزش به اتحاد شوروی اعزام می‌شدند و پایگاه‌های هوایی جدیدی در مغولستان ساخته شد.
در طول جنگ سرد، مغولستان به عنوان متحد شوروی نقش مهمی در استراتژی دفاعی بلوک شرق داشت. نیروی هوایی این کشور عمدتاً بر دفاع از حریم هوایی و پشتیبانی از نیروهای زمینی متمرکز بود.
پس از فروپاشی شوروی (۱۹۹۱ تاکنون)

با فروپاشی اتحاد جماهیر شوروی در سال ۱۹۹۱، نیروی هوایی مغولستان با چالش‌های مالی و لجستیکی مواجه شد. بسیاری از هواپیماهای قدیمی به دلیل کمبود قطعات یدکی و بودجهٔ محدود از رده خارج شدند. در دهه ۲۰۰۰، مغولستان تلاش کرد تا با کمک کشورهایی مانند روسیه، هند و چین ناوگان هوایی خود را نوسازی کند.